# روبرت یونسن
روبرت یونسن (دانمارکی: Robert Johnsen; ۲۳ ژوئن ۱۸۹۶ – ۳۱ اوت ۱۹۷۵) ژیمناست هنری اهل دانمارک بود.